# Midnight Marathon
Midnight Marathon är ett sportevenemang i Skellefteå. Loppet arrangeras av Skellefteå AIK Friidrott, Skellefteå XC och Lidingöloppet on tour. Det är ett seedningslopp till Lidingöloppet vilket innebär att "resultatet kan ligga till grund för att kvala till ett bättre startled under TCS Lidingöloppshelgen".
Loppet grundades 1979 av Skellefteå AIK:s eldsjäl Bertil Ersson, som också låg bakom bland annat Skellefteå AIK:s friidrottsskola. Vid premiären 1979 deltog knappt 20 löpare. Loppet kom sedan att utvecklas under Erssons efterträdare Kjell-Göran Marklund. Loppet hade en storhetstid under 1980-talet. Då deltog upp mot 1 500 löpare från olika delar av Sverige men också från andra länder. Omkring 15 000 åskådare bevittnade då loppet. År 1998 ströks helmaraton och 2003 lades loppet i malpåse. Efter ett uppehåll anordnas loppet återigen från 2016.
Ursprungligen bestod loppet av antingen en helmaraton eller en halvmaraton. Till återstarten hade loppet kortats till antingen tio kilometer eller en halvmaraton.